# تاریخ اجتماعی سلجوقیان
تاریخ اجتماعی سلجوقیان به بحث در مورد تاریخ اجتماعی سلجوقیان می‌پردازد.

## پیشینهٔ سلجوقیان
سلجوقیان در اصل غزهای ترکمان بودند که در دوران سامانی که در اطراف دریاچهٔ خوارزم (آرال) و سیر دریا و آمو دریا می‌زیستند. سلجوقیان که به اسلام رو آورده بودند پس از ریاست سلجوق بن دقاق نام سلاجقه را به خود گرفتند و به سامانیان در مبارزه با دشمنانشان بسیار یاری کردند. پسر سلجوق به نام میکائیل که بعد از مرگ او ریاست این طایفه را در دست داشت چندین حکم جهاد برای مبارزه (به قول مورخان) کافران صادر کرد. میکائیل سه پسر داشت به نام یبغو، چغری، طُغرِل این قبیله که یک بار در زمان سلجوق بین دقاق به دره سیحون کوچیده بودند بار دگر بعد از مرگ سلجوق به سرکردگی سه فرزند میکائیل به نزدیکی پایتخت سامانیان کوچیدند. اما سامانیان از نزدیکی این طایفه به پایتخت احساس خطر کردند بنابراین سلاجقه بار دگر از روی اجبار بار سفر بسته و به بغراخان افراسیابی پناه بردند. این حاکم از سر احتیاط طغرل پسر بزرگ را زندانی کرد ولی طغرل به کمک برادر خود چُغری از زندان رهایی پیدا کرد؛ و با سلجوق برادر میکائیل دست به شورش زدند. اما سلطان محمود او را گرفت و در هند زندانی کرد و از طرف دیگر گروهی از یارانش دست به شورش زدند. بعد از به قدرت رسیدن طغرل بیک امیر ترکان سلجوقی و برانداختن آخرین امر آل بویه در بغداد نفوذ خود را از ماوراءالنهر تا میان رودان گسترش داد و برای تحکیم پایه‌های سلطنت خود موفق به جلب پشتیبانی خلیفه و دریافت لقب سلطان شرق و غرب را از خلیفه القائم به امرالله گردید؛ و بعد از طغرل در دورهٔ جانشین او الب ارسلان دولت سلجوقی توسعهٔ بیشتری یافت و در این زمان بود که با گسترش اراضی امپراطوری سلجوقی منجر به برخورد با امپراطوری با روم شرقی شد که پیروزی با سلجوقیان و اسارت دیوژن رومانوس قیصر روم بود و اما دورهٔ درخشان سلجوقیان در عهد ملکشاه است که دولت سلجوقی از ماوراءالنهر تا سواحل شرقی مدیترانه گسترش می‌یابد

## تقسیم‌بندی دوران حکومت سلجوقیان
دورهٔ نخست: ۴۲۵ هـ. ق تا ۵۵۱ هـ. ق یا ۵۵۲ هـ. ق
دورهٔ دوم: ۵۵۲ هـ. ق تا اوایل قرن هشت هجری قمری
دورهٔ اول: از ویژگی اجتماعی این دوره به رسمیت شناختن مالکیت بالفعل در مقابل مالکیت حقیقی است. مرکزیت در این دوره نیرومند بود. اقطاعات اگر چه داده می‌شد ولی دیوان شاهی نظارت دقیقی برآن داشت برای مثال اغلب اقطاعات لشکری و دیوانی از طریق دیوان شاهی داده می‌شد.
اقتصاد چادرنشینی بر دامداری بسیار نیرومند استوار بود و دامداری سهم مهمی در زندگی قبایل ترک داشت تضاد بین دو نظام سکونت- آبادی‌نشینی و چادرنشینی در اوج بود. تناقض در بین نظام دیوان و نظام اقطاع در ساخت اجتماعی جامعه تأثیر بدی داشت.

## سلسله مراتب سلجوقی
در دورهٔ سلاجقه در رأس هرم قدرت سلطان قرار داشت و سپس مَلِک‌ها قرار داشتند و پس از مَلِک‌ها مُقطعان، متصرفان و گماشتگان سهم مهمی در قدرت سیاسی دارا بودند و در قاعدهٔ هرم قدرت رعیت (تودهٔ مردم) قرار داشتند.
گروه‌بندی اجتماعی در ایران عهد سلجوقی:
جامعهٔ قبایل سلجوقی در نخست به دو گروه قبایل ترک و آبادی‌نشین تقسیم می‌شد. سلاجقه از طرفی با ساکنان تاجیک و از طرف دیگر با قبایل ساکن و چادرنشین و با نظامیان سروکار داشتند در اوایل دورهٔ نخستین چادرنشینان پایگاه اجتماعی مستحکم سلاجقه محسوب می‌شدند و هر چه حکومت سلاجقه نیرومندتر می‌شد مرکزیت قوام بیش‌تری می‌یافت
دورهٔ دوم: دورهٔ دوم سلاجقه آغاز دورهٔ اتابکان می‌باشد در این دوره اقطاعات رواج کامل یافت و سیاست‌های متمرکز دولتی از میان رفت و واحدهای سیاسی و اقتصادی مستقلی در ایران پدید آمد.

## انواع بهره‌برداری از زمین
۱- اقطاع دیوانی: وضع این اقطاع‌ها چنین بود که زمین‌ها را به امیران واگذار می‌کردند در زمان سلاطین سلجوقی اعطای این گونه اقطاعات تنها به منزلهٔ شناختن حق مالکیت بالفعل یک امیر نسبت به یک ناحیه بود.
۲- اقطاع لشکری: وضع کلی اقطاعات لشکری بر این قرار بود که قشرن توسط عایدی اقطاعات امرار معاش می‌کردند و اندازه چنین اقطاعانی کوچک‌تر از اقطاعات دیوانی بوده و ارث به فرزندان منتقل نمی‌ش.
۳- اقطاع شخصی: احتمالاً چنین اقطاعانی ارث به فرزندان منتقل می‌شد و گیرنده آن تعهدی در مقابل دیوان نداشت و ظاهراً از خراج هم معاف بود.
۴- املاک شخصی: املاک شخصی نظیر املاک دهقانی بوده است علاوه بر بهره‌برداری مذکور بهره‌برداری دیگری هم مانند املاک وقفی در دورهٔ سلاجقه وجود داشته وظایفی که بر عهده مقطع سپرده می‌شد وظایف عادی پادشاه مسلمان بود از جمله پشتیبانی از مذهب و طبقات مذهبی، حراست از نظم عمومی، تشکیل یا نظارت بر محکمه مظالم، جمع مالیات و پرداخت مواجب.

## نظام دیوانی
این دیوان بر منوال دیوان عهد غزنوی و سامانی طرح‌ریزی شده بود و از طریق دیوان‌های تابع جمیع امور کشوری را تحت نظارت می‌گرفت.
در عصر سلجوقیان تشکیلات کشوری به پنج دیوان عمده تقسیم می‌شد:
۱- وزارت یا دیوان اعلا
۲- دیوان استیفاء
۳- دیوان طُغرا (شامل دیوان انشاء و رسائل)
۴- دیوان اِشراف
۵- دیوان عرض

## نقش علما و چگونگی تأسیس نظامیه‌ها
از آنجا که علما در دولت سلجوقی نوع حالت روحانی و مستقل کسب کرده بودند توانستند نقش بسیار مهمی را در حفظ موازنه قدرت بین مراجع دینی و دنیایی ایفا کنند با این همه طبقات مذهبی نقش نمایندگان مردم را در برابر دولت ایفا می‌نمودند. از این گذشته شایان توجه است که اعتبار علما تنها از طرف دولت تأیید می‌شد نه از طریق نهادی دیگر. سلاطین سلجوقی، وزرای آنان و دیگران مدارس متعددی برآوردند اما بلندآوازه‌ترین مدارس آنهایی بودند که نظام الملک برآوردند و نظامیه خوانده می‌شدند خواجه نظام الملک با دو انگیزه دست به تأسیس مدارس مذهبی زد: یکی علاقه به علوم دینی و دیگر جانب‌داری از مذهب شافعی و اشاعهٔ طریقهٔ اشعری که خود از پیروان سرسخت و متعصب آن بوده است. معروف‌ترین نظامیه‌ها، مدارس نظامیه بغداد بود که در ذیعقدهٔ سال ۴۵۹ قمری گشایش یافته بود. نظامیه‌هایی نیز در نیشابور و آمل و موصل و هرات و دمشق و جزیرهٔ ابن عمر و غزنه و مرو و بصره وجود داشت. احتمالاً همهٔ مدارس نظام الملک از خواستهٔ خود ساخته بود بلکه دست کم بخشی از هزینهٔ بنای آن‌ها را از عایدات و اعطاهای شاهی که در دست وی بود پرداخته بود. بسیاری از مدارس برای پیروان مذهبی خاص ساخته شده بودند اما گهگاه برای عالم و دانشمند بخصوص نیز می‌ساختند. نظام الملک که خود پیرو مذهب شافعی بود مقرر کرده بود که مدرسان، وعاظ و کتابدار نظامیه بغداد شافعی باشد. مدارس نظامیه، مدرسه‌ای که شرف الملک مستوفی نظام الملک بنا کرده بود و مدارس مختلف دیگر دارای کتابخانه بودند. شماری کتابخانه مستقل نیز بودند. برخی از آن‌ها پیش از دورهٔ سلجوقی تأسیس یافته بودند و در برخی از رباط صوفیه نیز کتابخانه وجود داشت

## اسماعیلیان و سلجوقیان
ماهیت نهضت اسماعیلیان پیش از آنکه ملی باشد طبقاتی بود و انگیزش آنان نه از عوامل اصلی بلکه عامل سیاسی بود که بعد از تعبیر و تفسیر می‌توانست یک وسیلهٔ کمک کننده باشد. شاید هدف اسماعیلیان براندازی امپراطوری سلجوقی نبود بلکه ایجاد جامعهٔ مجزایی بود تا به طور کلی در مقابل سایر مسلمین قد علم کند. از قرار معلوم در همان ایام بود که قتل‌عام برزگ مانند این در اصفهان صورت گرفت اسماعیلیان نه تنها به تسخیر قلاع دور و نزدیک مشغول بوده و امرا را به قتل می‌رساند بلکه مستقیماً در امور دولت سلجوقی دخالت می‌کردند حتی در نواحی اصفهان و گرد کوه از کالای تجاری و محصول کشاورزی مالیات می‌گرفتند. از عوامل نزدیکی سلاجقه و شیعیان در این دوره رویارویی آنان با دشمن مشترک یعنی اسماعیلیان بود.

## شهر در دورهٔ سلجوقی
شهر را معمولاً برج و باروی مستحکمی گرد می‌کرد و در درون آن دژی بود که آخرین پناهگاه مدافعان شهر به هنگام شهربندان و در مواقعی که اهالی شهر سر به طغیان برمی‌داشتند هر شهر به محلاتی تقسیم می‌شد و در شهرهای بزرگ هر محله مستقل و بی‌نیاز از حملات دیگر بود که گاه برج و باروی مستقل، بازار برای رفع نیازهای ضروری و حمام عمومی خاص خود را داشت. اعضای جوامع یعنی مسیحیان، یهودیان، صائبیان و زرتشتیان در محله‌های خاص خود و جدا از مسلمانان زندگی می‌کردند آنان تشکیلات مخصوص داشتند و در حیات جامعهٔ اسلامی کم‌تر شرکت می جستنجد. به اهل ذمه چندان سخت نمی‌گرفتند و تبعیض و تمایزی قائل نمی‌شدند اگر چند که گاه احساسات مردم بر ضد آنان طغیان می‌کرد.
- متنفذترین و محترم‌ترین بخش جمعیت محلی گروهی بودند که طبقات مذهبی را تشکیل می‌دادند و در بسیاری از آنان پیروان زیادی در میان مردم داشتند. طبقات مذهبی در اصنافی سازمان یافته بودند در شهرهای بزرگ، شافعیان و حنفیان و هر مذهب دیگری یک رئیس داشتند که گاه منشور منصب خود را از سلطان می‌گرفتند.
- بازرگانان
بازرگانان بسیار معتبر در زمرهٔ محتشمان به شمار می‌آمدند اما تجار خرده‌پا از طبقهٔ اصناف پیشروی بازار بودند. جامعه بازرگانان و صراف در گرداندن چرخ‌های مالی کشور نقش مهمی ایفا می‌کردند بازرگانان صادر کننده و عمده فروش غالباً در حواشی شهر (کاروانسرها) یا خود بازار قرار داشتند و به کسب و کار می‌پرداختند بازار به اصناف مختلف تعلق داشت و هر کدام دارای مراکز جداگانه‌ای بودند. داد و ستدها هر روز مگر جمعه‌ها و تعطیلات مذهبی انجام می‌گرفت.

## هنر

### هنر و معماری
هنر معماری عصر سلجوقی را دورهٔ رنسانس شکوفایی بدیع و تازهٔ معماری می‌دانند. بنای مسجد جامع اصفهان هر چند شامل ترمیم و افزودن قسمت‌های تازه بر روی مسجد تازه و قدیمی بود. نشانه‌هایی از آغاز یک نهضت هنری را عرضه داشت هنرمندان و معماران آثار فراونی را به وجود آوردند در این دوره از تلفیق حیات چهار ایرانی و تالار مربع گنبددار (چهارتاقی) مسجد بزرگ ایرانی به وجود آمد به گونه‌ای که حیات مرکزی به وجود آمد به گونه‌ای که حیات مرکزی و چهار ایوان اطراف آن اساس معماری مذهبی در ایران گردید. نماسازی دیوار بناها با آجر بود و از امکانات هنری آن استفاده می‌شد و نقوش متنوعی از آجر به وجود آوردند. سلجوقیان در به کارگیری گنبد دو پوسته سعی زیادی داشتند علت به وجود آمدن گنبد دو پوسته فضای داخلی و خارجی بود. گنبد داخلی نیمکره‌ای بود ولی گنبد بیرونی به شکل بیضی نسبتاً نوک تیزی بود. نمونه چشمگیر در این مورد گنبد جامع اصفهان است.

#### هنر و صنایع دستی
نوآوری معماران ایرانی در این دوره از هند تا آسیای صغیر نتایج و پیامدهای وسیعی دربرداشت و هنرمندان در گستره وسیعی از هنرها شامل نساجی، سفالگری، عاجکاری، فلزکاری، بافندگی با ویژگی منطقه‌ای آثار ماندگاری را خلق کردند.

##### سفالگری
در دورهٔ سلجوقیان ظروف سفالین زیبایی ساخته می‌شد که سطح سفید رنگ آن‌ها با نقش‌ها و طرح‌های گوناگون آراسته شده بود: ظروف، کوزه‌ها را با آب طلا و رنگ‌های دیگر می‌آراستند و نقش‌های برجسته بر آن‌ها می‌زدند. سفال‌های در ری و کاشان ساخته می‌شدند که با هفت رنگ آراسته شده و با شیوهٔ بسیار دشوار لعابکاری گردیدند.

###### فلزکاری
صنعتگران فلز کار ایرانی در عهد اسلامی مهارت خود را حفظ و به نسل‌های بعد از خود انتقال دادند و از صنعت فلزکاری در دوران حکومت سلجوقیان مانند عصر فرمانروای ساسانیان به دو نوع قابل تقسیم است: ۱- اشیای ساخته شده از ورقه‌های مسی، آهن، برنج، ندرتاً از طلا و نقره ۲- اشیاء ریختگی ساخته شده از مفرغ، برنج، مس و احتمالاً طلا و نقره یکی از مهم‌ترین ویژگی‌های فلزکاری در عهد سلجوقیان ایران تنوع تزئین است.

## فرهنگ در دورهٔ سلجوقی
بنیانگذاری مدارس، نظامیه در بغداد، بلخ و نیشابور و ایجاد کتابخانه‌ها و خانقاه‌ها و مدارس گوناگون از کوشش‌های فرهنگی این دوره است. نویسندگان و مشاهیری مانند امام فخررازی، امام محمد غزالی ابوالفرج بن جوزی، شیخ شهاب‌الدین سهروردی و امثال آنان نیز در این روزگار می‌زیستندند. زبان فارسی در این دوره رواج کامل یافت و بیش‌تر پادشاهان سلجوقی در گسترش فرهنگ و تمدن ایرانی و سخن فارسی و تشویق و ترغیب شعراء و نویسندگان فارسی زبان کوشش فراوان کردند. پادشاهان سلجوقی برخی خود شعر می‌سرودند. چنان‌که ملکشاه سلجوقی هم خود به فارسی شعر می‌گفت و همچنین طغرل سوم آخرین پادشاه این سلسله شاعر فارسی‌گوی بوده گروهی از شاعران این دوره همچون امیر الشعرا معزی، انوری، خاقانی، نظامی در شمار استادان و پیشکسوتان بزرگ شعر و ادب فارسی قرار گرفتند؛ و سخن سرایان و نویسندگان دیگری که در این دوره از پشتیبانی شاهان و وزیران برخوردار بودند. عبارتند از ابوالفضل بیهقی، خواجه عبداالله انصاری، اسدی توسی، حکیم ناصر خسرو، عمرخیام، سنایی و دیگر شعرا. شعر فارسی در این روزگار پیشرفت‌هایی کرد و سبکی ویژه به نام سبک عراقی در آن پدید آمد. همچنین در دوران سلجوقی آثاری چون کتاب (الابنیه عن حقایق الادویه) در داروشناسی و مفردات دارو (زادالمسافرین) ناصر خسرو در حکمت نظری و کیمیای سعادت غزالی در حکمت عملی به فارسی نوشته شده‌اند ولی کسانی چون زمفشری و شهرستانی نیز در این دوره کتب فراوانی به زبان عربی که در واقع زبان دینی به شمار می‌رفت تألیف کردند.

## نقش زنان در دورهٔ سلجوقیان
تأثیر زنان در دورهٔ سلجوقی در امور سیاسی و فرهنگی بیش از پیش بود و لازم است ذکر شود که زنان ترک در جامعهٔ متکی به دامپروری و کوچ‌نشینی در سکونت‌گاه ثابت خود از نظر اقتصادی نقش مهم و از پایگاه ارزشمندی برخوردار بودند و پس از ورود به ایران و جهان اسلام همچنان در دودمان سلطنتی از اقتدار ویژه بهره داشتند. از زنان معروف این دوره ترکان خاتون همسر ملکشاه دختر طمغان جان نوهٔ ایلک خان از آل افراسیاب است که در کار سلطنت شوهر دخالت مستقیم داشته است و یکی از مهم‌ترین کارهایی که این ملکه انجام داده برکناری خواجه نظام الملک وزیر معروف سلجوقی است که بر سر مسائل جانشینی با یکدیگر اختلاف داشتند؛ که گویا تا مدت‌ها این اختلاف حل نشد و ترکان خاتون در این مبارزه پیروز گردید. در زمان اتابکان سلجوقی همسران آنها در امور علمی نیز کوشا بودند برای نمونه زاهده خاتون همسر اتابک بوزابه مدرسه‌ای در شیراز ساخت و آن را وقف کرد.

## پوشاک در عصر سلجوقی
سرپوش مردان در دورهٔ سلجوقی شامل کلاه، نوار تزئینی و عمامه بوده است و از پای‌افزارهای این دوره می‌توان به انواع کفش‌های ساقه بلند و نیمه بلند اشاره کرد در سده‌های گذشته استعمال کلاه زیاد معمول نبوده و عمامه بر سر می‌نهادند یا اکثراً از نوارهای تزئینی برای نگاهداری موی سر استفاده می‌کردند و برخی اوقات از کلاه‌های مزین که آن را از پارچه‌های نمد می‌ساخته‌اند و بر روی آن زینت کرده و در جلوی آن چیزی از نوع گل و برگ نصب می‌کردند.